# プリンス・フィルダー
プリンス・セミアン・フィルダー（Prince Semien Fielder, 1984年5月9日 - ）は、アメリカ合衆国カリフォルニア州オンタリオ出身の元プロ野球選手（一塁手）。右投左打。
父は2年連続でアメリカン・リーグ本塁打王を獲得した元プロ野球選手でメジャーリーガーのセシル・フィルダー。

## 経歴

### プロ入り前
1984年5月9日、カリフォルニア州オンタリオで生まれた。5歳の時、父のセシルが阪神タイガースでプレーしていたこともあり、僅か1年だが日本に在住経験がある。この時父に連れられて球場によく出入りしており、実際に試合前、打撃練習をさせてもらったこともある。初めて野球に触れたのがこの頃であるが、幼いながらもパワー溢れる打撃を見せ付け、当時の阪神コーチや球団関係者から「これが5歳児のバッティングか」「将来はプロ野球選手か」と賞賛の声を挙げられる。2010年12月、MLBのアンバサダーとして21年ぶりに訪日した際、「将来は日本でもプレーしたい」と語っている。
父から「右投手が多いから有利」と言われるままに左打ちを練習し、これが父のしてくれた最高の教えだと語っている。
12歳の時には、当時父が所属していたデトロイト・タイガースの本拠地タイガー・スタジアムで父と一緒に打撃練習し、2階スタンドに打球を放り込むという親譲りのパワーヒッターぶりを見せたという伝説がある。ただしこの伝説は本人が2007年にFOXスポーツのインタビューで否定した。

### プロ入りとブルワーズ時代

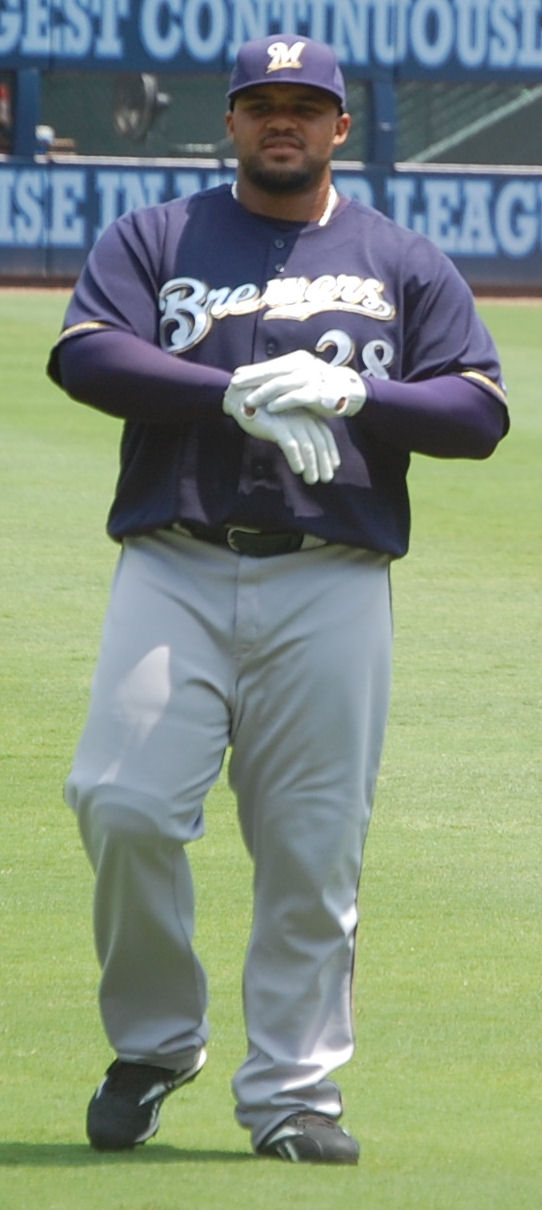
ミルウォーキー・ブルワーズ時代
(2008年8月3日)

2002年のMLBドラフト1巡目（全体7位）でミルウォーキー・ブルワーズから指名を受け、6月17日に契約。ルーキー級オグデン・ラプターズとA級ベロイト・スナッパーズでプレー。A級ベロイトでは32試合に出場し、3本塁打11打点、打率.241だった。
2003年はA級ベロイトで137試合に出場し、27本塁打112打点2盗塁、打率.313だった。
2004年はAA級ハンツビル・スターズで135試合に出場し、23本塁打78打点11盗塁、打率.272だった。
2005年はAAA級ナッシュビル・サウンズで開幕を迎えた。AAA級では好成績を残し、6月13日にブルワーズとメジャー契約を結んだ。同日のタンパベイ・デビルレイズ戦で7番・指名打者としてメジャーデビューを果たすが、4打数無安打に終わる。翌14日には野茂英雄と対戦し、メジャー初安打となる二塁打を放っている。7月4日にAAAに降格したが、ブレイディ・クラークが故障者リスト入りしたため8月18日に再昇格。8月31日のピッツバーグ・パイレーツ戦で代打として出場し、ホセ・メサから同年チーム初となるサヨナラ本塁打を放った。39試合に出場し、打率.288・2本塁打・10打点を記録。シーズン終了後、球団はフィルダーの打撃を高く評価し、ポジションの被るライル・オーバーベイをトロント・ブルージェイズへ放出した。
2006年2月20日にブルワーズと1年契約に合意。3月10日には、アリゾナ州で行われたワールド・ベースボール・クラシック日本代表との練習試合に出場。6回に杉内俊哉から本塁打を放っている。同年のレギュラーシーズンでは4月に打率.344・5本塁打・16打点を記録し月間最優秀新人に選出され、その後もフルシーズンレギュラーとして活躍した。出場試合数（157）・安打数（154）・複数安打試合（41）はチーム1位で、28本塁打は新人ではリーグ最多となった。本塁打と打点（81）は球団新人記録となり、新人王の投票では7位に入った。
2007年3月2日にブルワーズと1年契約に合意し、開幕ロースター入りした。開幕後は本塁打を量産。5月には球団新記録となる月間13本塁打を記録しプレイヤー・オブ・ザ・マンスを受賞。6月17日のミネソタ・ツインズ戦ではジョー・ネイサンから自身初のランニング本塁打を記録。オールスターゲームの投票ではケン・グリフィー・ジュニアに次ぐリーグ2位の2,706,020票を得て初選出・先発出場。8月12日のヒューストン・アストロズ戦で「審判への不適当で攻撃的な振る舞い」をしたため、8月15日にメジャーリーグ機構から3試合の出場停止処分を受けた。9月15日にはシーズン46本目の本塁打を放ち、リッチー・セクソンとゴーマン・トーマスが持つ球団記録45を更新。9月25日のセントルイス・カージナルス戦で50本塁打に到達し、史上初となる親子でのシーズン50本塁打を記録。また、23歳139日での達成はウィリー・メイズの24歳137日を上回る史上最年少記録となった。この年は本塁打王のタイトルとシルバースラッガー賞を獲得した。
2008年は開幕から本塁打が出なかったが、4月17日のカージナルス戦で延長10回表に決勝となる2点本塁打を記録。50本塁打以上を記録した翌年の打者としては最も遅い15試合目でのシーズン初本塁打となり、前年より16本少ない34本塁打に終わった。チームはワイルドカードでポストシーズン進出を果たしたが、フィラデルフィア・フィリーズとのディビジョンシリーズでは14打数1安打に終わり、チームも1勝3敗で敗退した。オフに年俸調停権を得たフィルダーは、2009年の年俸として800万ドルを要求。これに対して球団側は650万ドルを提示していたが折り合わず、年を越すこととなった。
2009年1月23日に総額1800万ドルの2年契約で合意した。5月3日まで打率が.250を超えない状態が続いたがその後調子を上げ、6月末時点で打率.307・20本塁打・74打点を記録。自身2度目となるオールスターゲーム出場を果たし、本塁打競争ではネルソン・クルーズを破り優勝。オールスター以降、1試合2本塁打、3試合連続本塁打をそれぞれ2度ずつ記録するなど本塁打を量産し、最終的に46本を記録。9月19日にシーズン127打点目を記録し、セシル・クーパーの球団記録を27年ぶりに更新。最終的に141打点まで記録を伸ばし、ライアン・ハワードと並んで最多打点のタイトルを獲得した。
2010年は打率が自己最低の.261に低下し、本塁打も前年から14本減少したが、四球はリーグ最多の114を記録した。翌年限りでフリーエージェントとなるため、シーズン途中から盛んにトレードの噂が出るようになったが、最終的に2011年もブルワーズでプレーすることが決まった。球団はフィルダーが在籍している間に勝負をかけるべく、オフに多くの若手有望株と引き換えにザック・グレインキー、ショーン・マーカムを獲得する大型補強を行った。
2011年7月12日に行われたオールスターゲームに4番・一塁手で出場。0-1とリードされた4回裏、C.J.ウィルソンから左中間に逆転3点本塁打を放つ。ナ・リーグが5-1で勝利し、MVPに選ばれた。シーズンでも打率.299・38本塁打・120打点、OPS.981を記録して地区優勝に大きく貢献したが、ブルワーズはリーグ優勝決定シリーズで敗退した。シーズン終了後FAとなったフィルダーには、ワシントン・ナショナルズ、テキサス・レンジャーズ、ボルチモア・オリオールズ、シアトル・マリナーズなどが興味を示していたが、代理人スコット・ボラスの要求額が高く、年が明けてもなかなか移籍先が決らなかった。

### タイガース時代

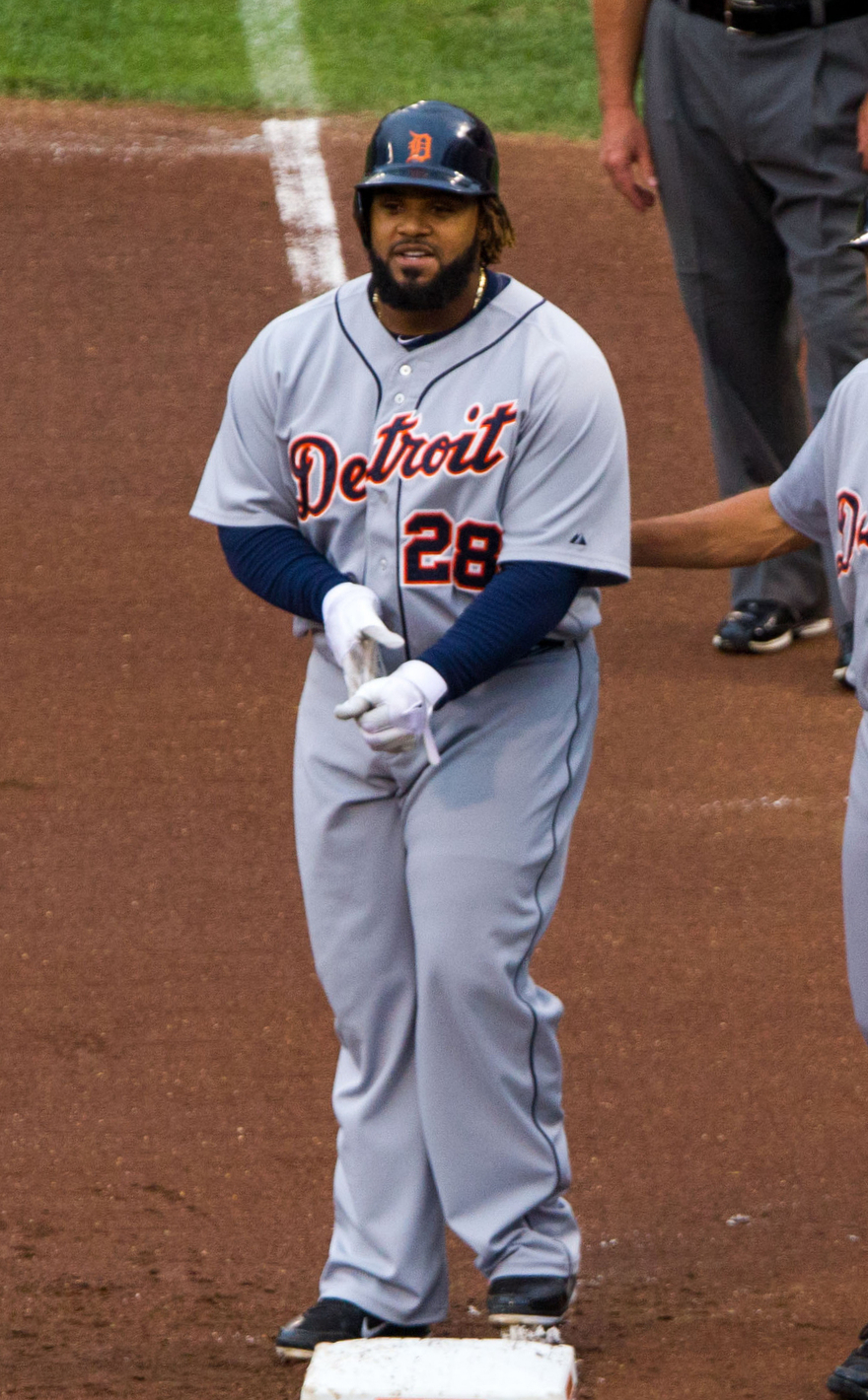
デトロイト・タイガース時代
(2012年7月13日)

2012年1月24日に故障でシーズン絶望となったビクター・マルティネスの代役を探していたタイガースと歴代4位の大型契約となる総額2億1400万ドルの9年契約で合意、タイガースには親子で所属することとなった。タイガースは、主砲ミゲル・カブレラとポジションが被るフィルダーの獲得には乗り出さないと思われていたため、契約成立のニュースは全米の野球関係者を驚かせた。オールスターゲームにはファン投票で選出され、本塁打競争で3年ぶりに優勝した。シーズンでは4番打者としてミゲル・カブレラの三冠王をアシストした。自身も、初の3割30本100打点をクリアするなど移籍1年目から期待通りの活躍をした。
2013年も3年連続でオールスターゲームに選出され、シーズンでは162試合に出場。本塁打は7年ぶりに30本塁打を切る25本塁打にとどまり、106打点、打率.279と数字は十分だったが、3割30本100打点を2年連続でクリアしたミゲル・カブレラと大きな差がついた。

### レンジャーズ時代
2013年11月20日にイアン・キンズラーとのトレードでテキサス・レンジャーズへ移籍した。
2014年は開幕ロースター入りしたが、5月17日から椎間板ヘルニアで離脱。5月23日に15日間の故障者リスト入りした。以後、戦列に復帰せず、2006年にレギュラー定着以来、毎年157試合以上に出場し続けてきたが、42試合の出場に留まった。2006年 - 2013年までの8年間で、30本塁打以上と100打点以上を各6度 (本塁打は6年連続、打点は3年連続が2回) 記録したパワーヒッターとしてはあまりにも寂しい成績に終わった。一方で、トレード相手となったキンズラーはタイガースで161試合に出場し、地区優勝の一因となった為、フィルダーとは対照的であった。
2015年6月26日、トロントで行われたブルージェイズ戦で12号本塁打を放ち、MLB通算300本塁打を達成した。
父セシルもMLB通算319本塁打をマークしており、親子での300本塁打到達はボビーとバリーのボンズ親子に続き、MLBで2組目。
今季からは指名打者としての出場が主になり、守備機会は18試合に留まった。前半戦を打率.339・14本塁打・54打点の好成績で折り返し、2年振りにオールスターゲームに選出されると、勝ち越し打を含む2打点を挙げる活躍でア・リーグの勝利に貢献した。後半戦はやや失速したが、最終的に158試合に出場して打率.305・23本塁打・98打点・OPS.841の成績を記録。故障に泣いた昨季からの復活を印象付けた。この復活ぶりを高く評価され、ア・リーグのカムバック賞に選出された。
2016年は再び首の痛みに襲われ、7月に故障者リスト入りした。その後、一昨年以来2度目の椎間板ヘルニア手術を受けたが、ドクターストップがかかり、現役引退することになったと複数の米メディアが報じた。8月10日に記者会見し、正式に引退を表明した。首を固定する装具を付けながら会見したフィルダーは、「脊髄を固定する必要があるので、これ以上プレーできない。チームメートやコーチ陣には感謝している。もうプレーできないことは辛いが、これまでのキャリアが楽しいものであったことは幸せに思う」と語った。通算319本塁打は奇しくも父セシルと同じだった。

### 引退表明後
契約の関係上、2017年10月3日まで60日間の故障者リストに登録されていたが、前述のようにドクターストップによって正式に現役引退を表明しており、また故障者リストから外れることなく、2017年10月4日付けでFAとなった。2017年3月から配信開始されるインターネット料理番組「フィルダーズ・チョイス(Fielder's Choice)」で、妻とともに司会進行役を務める。
2018年10月13日、ブルワーズにとって7年ぶりとなったリーグチャンピオンシップシリーズの第2戦で始球式を務めた。

## 選手としての特徴
身長約180cmと現代のメジャーリーガーとしては低身長ながら、体重は120kg以上あり、父親譲りの巨漢である（現役時代のセシルの体重も同じくらいであったが、身長はプリンスより10cm（4インチ）ほど高かった）。マイケル・ルイス著の『マネー・ボール』の中では、アスレチックスのスカウト陣から太りすぎとして酷評されていたシーンがある。しかし、メジャー昇格後の活躍によりアスレチックスのスカウトを見返した。

### 打撃
打席での構えがとても安定しており、左打者だが左投手を苦にしない。相手投手の投球に対してうまく合わせることができ、打球を広角に打ち分けている。ややアッパーカット気味のスウィングでもあり、そのために打球を上向きに、そして広角に本塁打を放つことができる。パワーヒッターとしてはバットコントロールと打席でのバランスに長け、内角球にうまく対応する。

### 守備・走塁
その体質と体重のため、柔軟性と一塁周辺での俊敏性があまりなく、グラブさばきも柔らかさに欠けている。野手からの送球に対して、あまりにも早く手を伸ばす傾向があり、真正面からずれた送球には対応できずに固まってしまう。また、中堅手より左の打球で打者が二塁へ向かう際の、中堅手もしくは左翼手からの送球のバックアップの位置取りに課題がある。
足の速さはMLBの平均よりかなり遅く、優れた走者とは言えない。しかし、フィルダー自身は走るのを好み、時々相手捕手の隙をついて盗塁を試みる。また、トップスピードに乗ると意外に速く、2013年のオールスターゲームでは9回表にライトへ放った打球をカルロス・ゴメスが後逸した際に、三塁まで激走を見せて観客を大いに沸かせた。

## エピソード
- 父・セシルはプリンスの代理人を務めていたが、ギャンブル癖で借金を抱え、家庭は崩壊[31]。さらにはドラフトのときにプリンスの契約金260万ドルから20万ドルを抜いていたことが発覚し[31]、長い間、疎遠となった。
- 2009年9月6日のサンフランシスコ・ジャイアンツ戦でサヨナラ本塁打を放ち、本塁に生還する際にジャンプして、その着地の衝撃でホームで待つチームメイトを一斉に仰向けにひっくり返らせるというパフォーマンスを行った。これが「ホームランですでに打ちのめされた相手に追い打ちをかける傲慢な行為」とみなされ、約半年後の2010年3月のオープン戦でジャイアンツのバリー・ジトから報復死球を受けた[32][33]。
- 父・セシルとは2012年のオールスターゲームで同席している。
- テキサス・レンジャースへ移籍した際に、それまでは28番を付けていたが、自分が1984年生まれという理由で背番号を84に決めた[34]。

## 詳細情報

### 年度別打撃成績
| 年 度      | 球 団      | 試 合 | 打 席 | 打 数 | 得 点 | 安 打 | 二 塁 打 | 三 塁 打 | 本 塁 打 | 塁 打 | 打 点 | 盗 塁 | 盗 塁 死 | 犠 打 | 犠 飛 | 四 球 | 敬 遠 | 死 球 | 三 振 | 併 殺 打 | 打 率 | 出 塁 率 | 長 打 率 | O P S |
| ---------- | ---------- | ----- | ----- | ----- | ----- | ----- | -------- | -------- | -------- | ----- | ----- | ----- | -------- | ----- | ----- | ----- | ----- | ----- | ----- | -------- | ----- | -------- | -------- | ----- |
| 2005       | MIL        | 39    | 62    | 59    | 2     | 17    | 4        | 0        | 2        | 27    | 10    | 0     | 0        | 0     | 1     | 2     | 0     | 0     | 17    | 0        | .288  | .306     | .458     | .764  |
| 2006       | MIL        | 157   | 648   | 569   | 82    | 154   | 35       | 1        | 28       | 275   | 81    | 7     | 2        | 0     | 8     | 59    | 5     | 12    | 125   | 17       | .271  | .347     | .483     | .831  |
| 2007       | MIL        | 158   | 681   | 573   | 109   | 165   | 35       | 2        | 50       | 354   | 119   | 2     | 2        | 0     | 4     | 90    | 21    | 14    | 121   | 9        | .288  | .395     | .618*    | 1.013 |
| 2008       | MIL        | 159   | 694   | 588   | 86    | 162   | 30       | 2        | 34       | 298   | 102   | 3     | 2        | 0     | 10    | 84    | 19    | 12    | 134   | 12       | .276  | .372     | .507     | .879  |
| 2009       | MIL        | 162   | 719   | 591   | 103   | 177   | 35       | 3        | 46       | 356   | 141   | 2     | 3        | 0     | 9     | 110   | 21    | 9     | 138   | 14       | .299  | .412     | .602     | 1.014 |
| 2010       | MIL        | 161   | 714   | 578   | 94    | 151   | 25       | 0        | 32       | 272   | 83    | 1     | 0        | 0     | 1     | 114   | 17    | 21    | 138   | 12       | .261  | .401     | .471     | .871  |
| 2011       | MIL        | 162   | 692   | 569   | 95    | 170   | 36       | 1        | 38       | 322   | 120   | 1     | 1        | 0     | 6     | 107   | 32    | 10    | 106   | 17       | .299  | .415     | .566     | .981  |
| 2012       | DET        | 162   | 690   | 581   | 83    | 182   | 33       | 1        | 30       | 307   | 108   | 1     | 0        | 0     | 7     | 85    | 18    | 17    | 84    | 19       | .313  | .412     | .528     | .940  |
| 2013       | DET        | 162   | 712   | 624   | 82    | 174   | 36       | 0        | 25       | 285   | 106   | 1     | 1        | 0     | 4     | 75    | 5     | 9     | 117   | 20       | .279  | .362     | .457     | .819  |
| 2014       | TEX        | 42    | 178   | 150   | 19    | 37    | 8        | 0        | 3        | 54    | 16    | 0     | 0        | 0     | 1     | 25    | 11    | 2     | 24    | 5        | .247  | .360     | .360     | .720  |
| 2015       | TEX        | 158   | 693   | 613   | 78    | 187   | 28       | 0        | 23       | 284   | 98    | 0     | 0        | 0     | 5     | 64    | 14    | 11    | 88    | 21       | .305  | .378     | .463     | .841  |
| 2016       | TEX        | 89    | 370   | 326   | 29    | 69    | 16       | 0        | 8        | 109   | 44    | 0     | 0        | 0     | 5     | 32    | 1     | 7     | 63    | 12       | .212  | .292     | .334     | .626  |
| 通算：12年 | 通算：12年 | 1611  | 6853  | 5821  | 862   | 1645  | 321      | 10       | 319      | 2943  | 1028  | 18    | 11       | 0     | 61    | 847   | 164   | 124   | 1155  | 158      | .283  | .382     | .506     | .887  |

- 各年度の太字はリーグ最高。
- ＊2007年は規定打席到達者の中ではリーグ最高長打率であるが、規定打席に10打席不足しているライアン・ブラウンは不足分を凡打と仮定しても.620であり、フィルダーを上回る。

### タイトル
MLB
- 本塁打王 1回：2007年
- 打点王 1回：2009年

### 表彰
- シルバースラッガー賞 3回：2007年、2011年 - 2012年
- MLBオールスターゲームMVP 1回：2011年
- アメリカン・リーグ カムバック賞　1回：2015年
- ハンク・アーロン賞 1回：2007年
- プレイヤーズ・チョイス・アワーズ
  - 優秀選手 1回：2007年
- プレイヤー・オブ・ザ・マンス 2回：2007年5月、2011年6月
- ルーキー・オブ・ザ・マンス 1回：2006年4月

MiLB
- USAトゥデイ・マイナーリーグ年間最優秀選手賞 1回：2003年

### 記録
- MLBオールスターゲーム選出 6回：2007年、2009年、2011年、2012年、2013年、2015年

### 背番号
- 28 (2005年 - 2013年)
- 84 (2014年 - )